# Влодарчик, Мирослав
Мирослав Влодарчик (польск. Mirosław Włodarczyk; род. 24 февраля 1959) — польский  легкоатлет, прыгун в высоту. Выступал за спортивный клуб AZS Kraków из Кракова.

## Достижения
Бронзовый призёр Чемпионата Европы по лёгкой атлетике в помещении в 1983 году в Будапеште. В этих соревнованиях завоевал единственную медаль для сборной Польши. В Чемпионате Европы по лёгкой атлетике в помещении в 1984 году в Гётеборге занял пятое место.

## Рекорды
Имеет личные рекорды:
- 4 июня 1983 — 2,26 м;
- 5 марта 1983 — 2,27 м (в помещении).